# José Luis Villanueva
José Luis Villanueva Ahumada (Santiago, 5 de Novembro de 1981), conhecido apenas como Villanueva, é um futebolista chileno que atua como atacante.
Quando jovem, Villanueva torceu para o clube chileno Colo-Colo. Ele disse que assistiu a todos os jogos que seu time do coração disputou durante a conquista da Taça Libertadores da América de 1991. No entanto, não foi no Colo-colo que Villanueva iniciou sua carreira, foi no Palestino, onde jogou até 2003.

## Segunda Divisão no Chile
Em 2001, Villanueva foi emprestado ao Temuco, clube da segunda divisão chilena, onde ajudou o time a subir para a divisão principal. No ano seguinte, ao invés de retornar ao Palestino, Villanueva foi novamente emprestado a um clube da segunda divisão chilena, dessa vez para o Ovalle, onde marcou vinte gols em trinta e quatro partidas.

## Palestino e Universidad Católica
Após a impressionante campanha de 2002, Villanueva voltou ao Palestino, onde continuou marcando seus gols, como de hábito. Após o fim da temporada, os interesses de outros times eram evidentes, e Villanueva foi então emprestado ao Universidad Católica, onde, em duas temporadas, marcou dezesseis gols.

## Fora do Chile
Após o fim do Torneio Apertura, Villanueva foi vendido ao Racing Club por US$600.000, onde se tornou ídolo logo de cara. O ponto alto de sua passagem aconteceu quando marcou dois gols no jogo contra o Quilmes, na goleada por 4 x 1. Após o Racing, foram passagens rápidas pelo Monarcas Morelia e no ano seguinte pelo clube coreano Ulsan Hyundai Horang-i, onde sofreu uma grave lesão no tornozelo, que o obrigou a ficar meses em recuperação.

## Novos ares, Vasco da Gama
No fim de 2007, Villanueva foi convidado a jogar no futebol brasileiro pelo Vasco da Gama. Aceitou imediatamente, pois jogará ao lado de seu grande ídolo Romário.
Porém o jogador não foi muito utilizado no clube carioca e nunca foi escalado como titular. Na sua passagem pelo clube, entrou em campo apenas em três oportunidades, somando apenas 77 minutos disputados.
Com a mudança na diretoria, Villanueva foi dispensado. O jogador acabou por acertar com o FC Bunyodkor do Uzbequistão.

## Títulos

### Bunyodkor
- Copa do Uzbequistão: 2008
- Campeonato Uzbeque: 2008